# Liocranidae
Liocranidae Simon, 1897 è una famiglia di ragni appartenente all'infraordine Araneomorphae.

## Etimologia
Il nome deriva dal greco λεῖος, lèios cioè liscio, glabro, senza peli, e dal greco κρανὶον, kranìon, cioè cranio, capo, testa, a causa proprio del capo sprovvisto di peli, e il suffisso -idae, che designa l'appartenenza ad una famiglia.

## Descrizione
I 32 generi attribuiti finora a questa famiglia sono ancora poco conosciuti sia per l'etologia che per le specificità. Questa famiglia fa parte dei cosiddetti ragni-sacco, i quali hanno l'opistosoma a forma di sacco più o meno allungato, e ha una storia tassonomica alquanto travagliata e sicuramente non ancora terminata. All'inizio comprendeva disparate forme di ragni, purché avessero otto zampe sistemate in due file, le filiere anteriori e coniche; e costruissero tele a forma di sacco fra le piante o sotto le pietre e altri caratteri generici comuni che rendevano questa famiglia un guazzabuglio di diversità.
Col passare degli anni gli aracnologi hanno concordato nello staccare alcuni generi perché più simili ai Lycosidae e per altri generi, aventi caratteristiche comuni più precipue hanno deciso di formare famiglie a sé stanti come i Corinnidae, Anyphaenidae, Tengellidae, Zorocratidae, Miturgidae e Clubionidae.

## Comportamento
Una peculiarità in comune a tutti i generi di Liocranidae sembra essere che le femmine vivono in tele costruite a guisa di cunicoli per attrarre le prede e i maschi invece vagano nei dintorni a cacciare le prede più attivamente. Due specie del genere Neoanagraphis vivono in condizioni di siccità estreme nel deserto del Mojave, di Sonora e di Chihuahua.

## Distribuzione

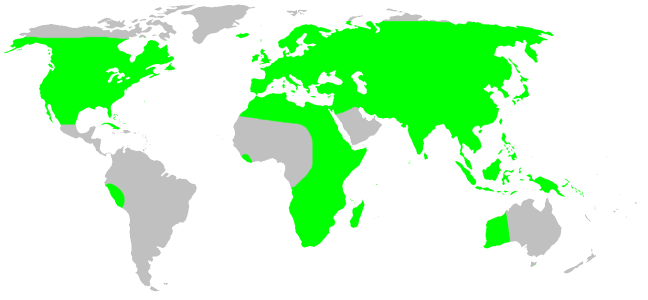
Liocranidae, distribuzione

Principalmente in America settentrionale, Europa e Asia; in modo meno diffuso, in Perù, Africa e Australia occidentale.

## Tassonomia
Attualmente, a novembre 2020, si compone di 32 generi e 290 specie.
La categorizzazione in sottofamiglie segue quella dell'entomologo Joel Hallan:
- Cybaeodinae
  - Cybaeodes Simon, 1878 - Mediterraneo
  - Donuea Strand, 1932 - Madagascar
  - Hesperocranum Ubick & Platnick, 1991 - USA
  - Jacaena Thorell, 1897 - Myanmar, Thailandia
  - Laudetia Gertsch, 1941 - Dominica
- Liocraninae Simon, 1897
  - Apostenus Westring, 1851 - Africa, Europa, America settentrionale
  - Arabelia Bosselaers, 2009 - Grecia
  - Argistes Simon, 1897 - Namibia, Sri Lanka
  - Coryssiphus Simon, 1903 - Sudafrica
  - Liocranoeca Wunderlich, 1999 - USA, Europa, Russia
  - Liocranum L. Koch, 1866 - Cuba, dall'Europa alla Georgia, Mediterraneo, Nuova Guinea
  - Liparochrysis Simon, 1909 - Australia
  - Mesiotelus Simon, 1897 -Mediterraneo, Asia centrale, Africa
  - Mesobria Simon, 1897 - Saint Vincent (Antille)
  - Neoanagraphis Gertsch & Mulaik, 1936 - USA, Messico
  - Paratus Simon, 1898 - Sri Lanka
  - Rhaeboctesis Simon, 1897 - Sudafrica, Angola, Namibia
  - Sagana Thorell, 1875  - dall'Europa alla Georgia
  - Scotina Menge, 1873 - Europa, Algeria, Russia, Malta
  - Sesieutes Simon, 1897 - Asia meridionale
  - Sphingius Thorell, 1890 - Asia meridionale
  - Sudharmia Deeleman-Reinhold, 2001 - Sumatra
  - Teutamus Thorell, 1890 - Asia meridionale
  - Xenoplectus Schiapelli & Gerschmann, 1958[3] - Argentina
- incertae sedis
  - Agraecina Simon, 1932 - Mediterraneo occidentale, Romania, Isole Canarie
  - Agroeca Westring, 1861 - Regione olartica
  - Andromma Simon, 1893 - Africa
  - Cteniogaster Bosselaers & Jocqué, 2013 - Tanzania, Kenya
  - Koppe Deeleman-Reinhold, 2001 - Celebes, Giava, isole Molucche, Nuova Guinea, Filippine, Sumatra
  - Oedignatha Thorell, 1881 - Asia meridionale e sudorientale
  - Toxoniella Warui & Jocqué, 2002 - Kenya
  - Vankeeria Bosselaers, 2012 - Grecia

### Generi trasferiti, inglobati, non più in uso
- Brachyanillus Simon, 1913[4] - Spagna, Algeria
- Heterochemmis F. O. P-Cambridge, 1900[5] - Messico